# Plectroctena cristata
Plectroctena cristata är en myrart som beskrevs av Carlo Emery 1899. Plectroctena cristata ingår i släktet Plectroctena och familjen myror. Inga underarter finns listade i Catalogue of Life.

## Bildgalleri

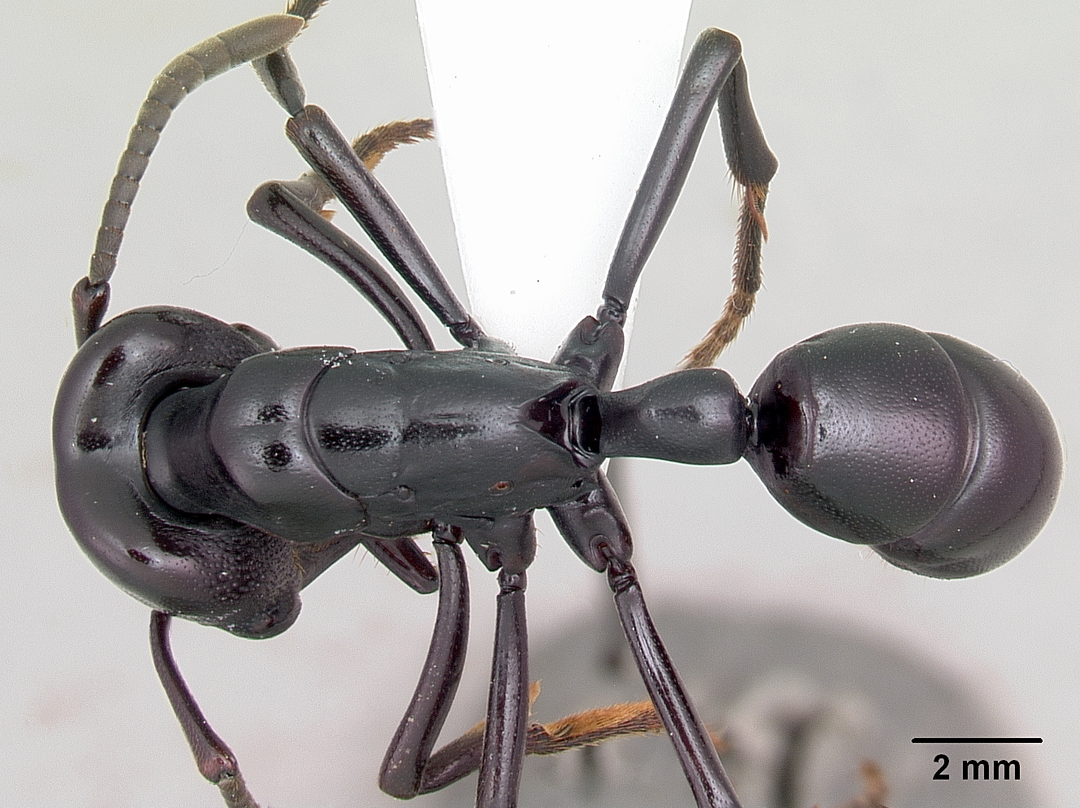
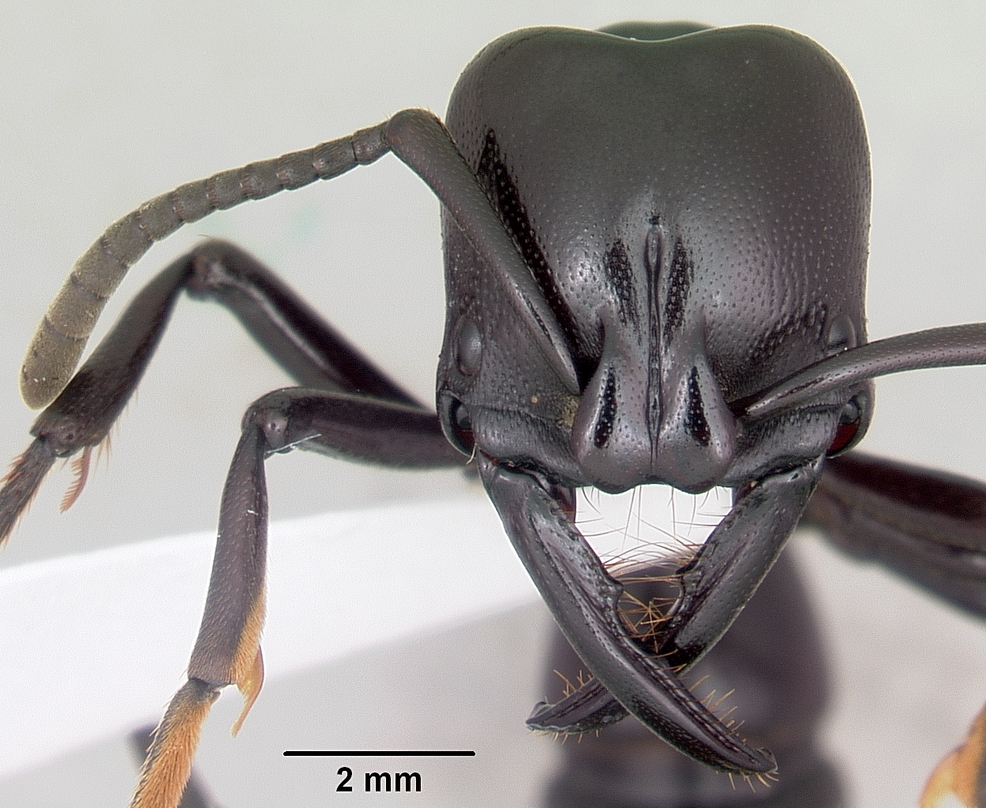
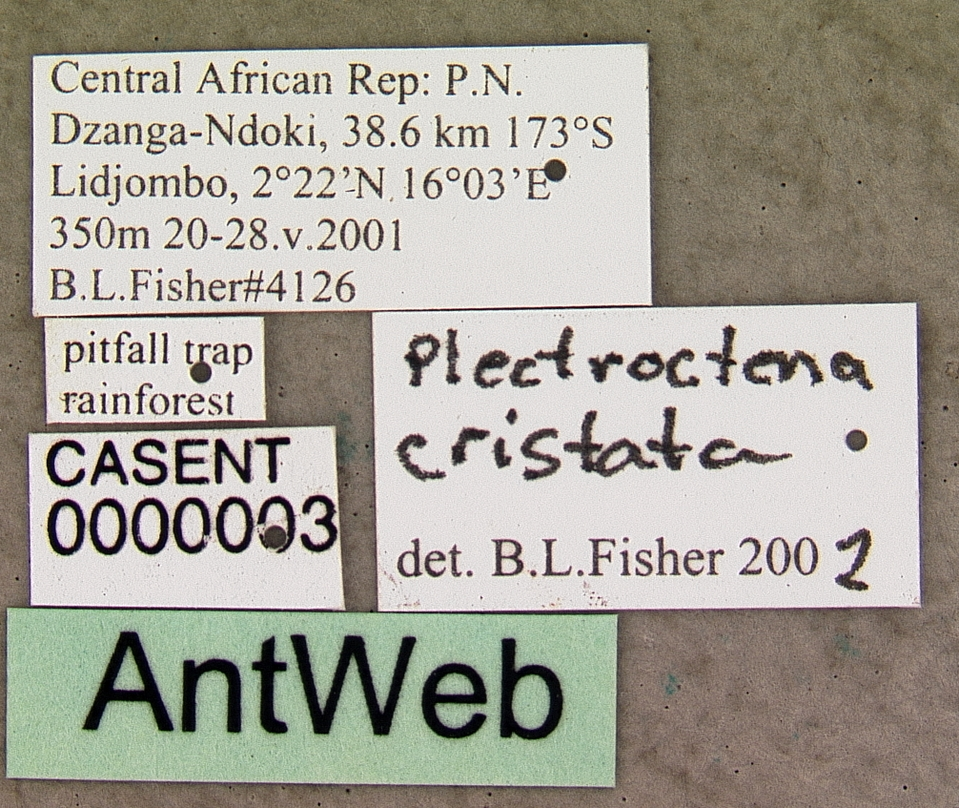
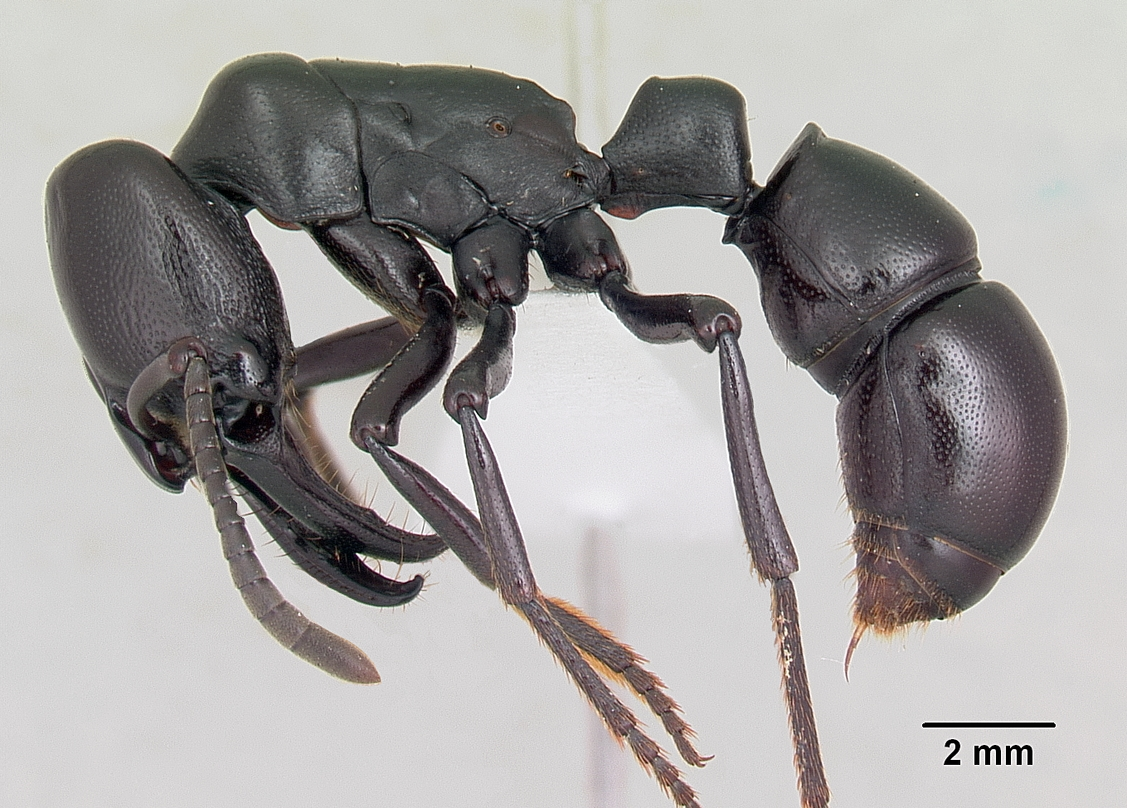
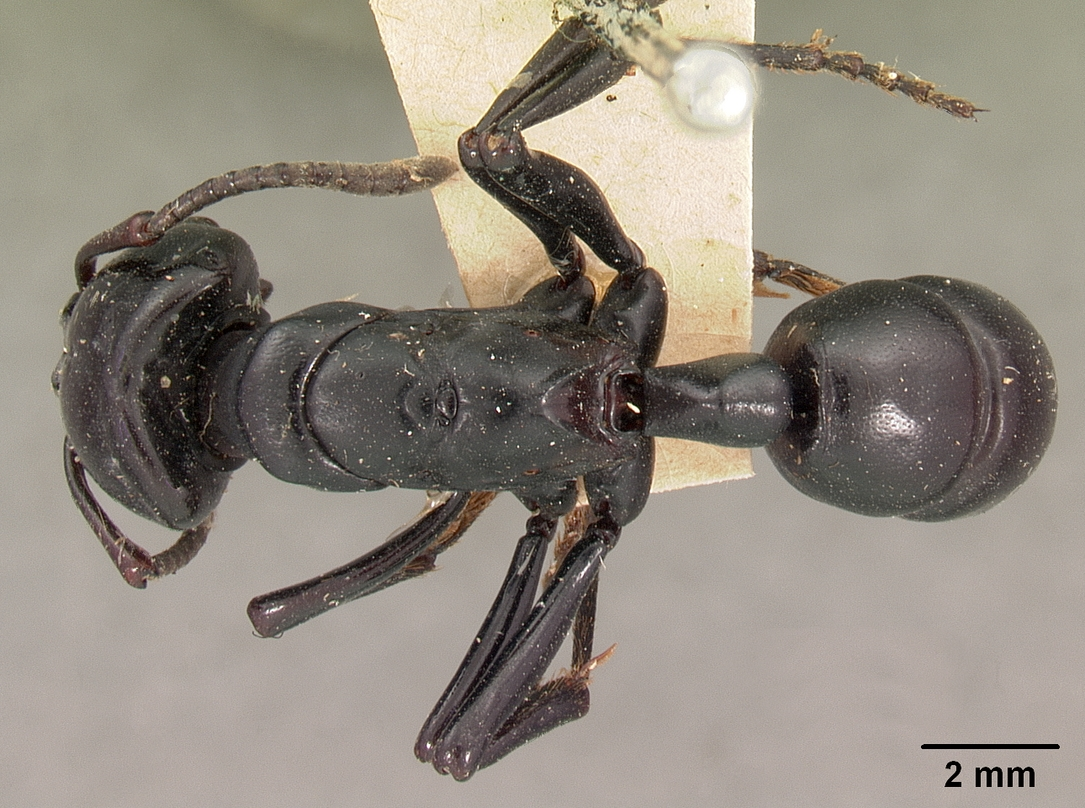
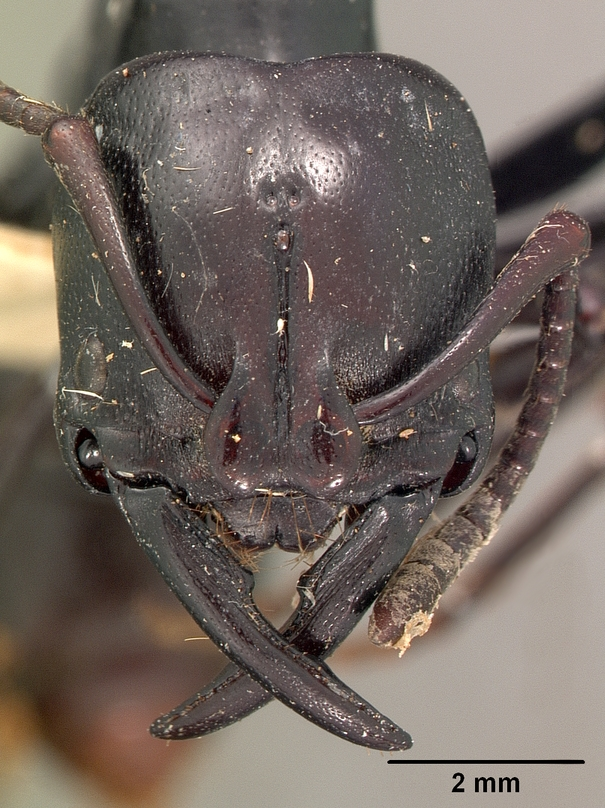